# Volna
Volna so vlakna, pridelana iz kožuhov živali družine caprinae, predvsem udomačene ovce. Pridelovana je tudi iz dlake nekaterih drugih sesalcev, kot so koze, lame ali zajci. Volna se še danes uporablja za kakšna oblačila. Gojijo jo skoraj po celem svetu, le v zelo redkih državah ne.Volna je sestavljena iz jedra, vezi, trislojnega zunanjega ovoja in luskastega ovoja.